# Bruno Verdieck

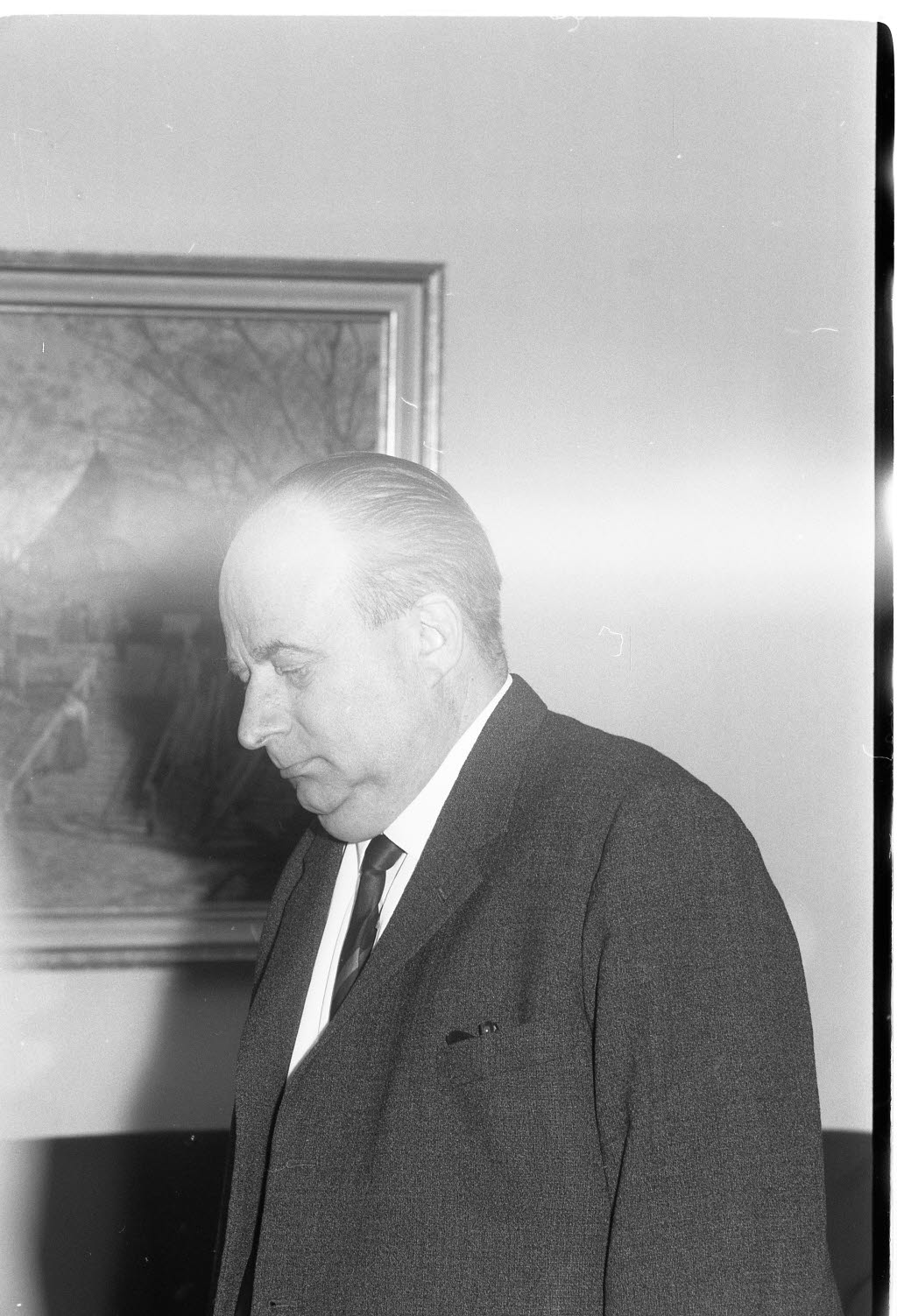
Bruno Verdieck (1964)

Bruno Verdieck (* 31. August 1902 in Kiel; † 20. Juli 1969) war ein deutscher Gewerkschafter (DGB) und Politiker (SPD). Er war zwischen 1948 und 1967 DGB-Vorsitzender in Kiel und von 1950 bis 1954 Mitglied des Landtags von Schleswig-Holstein.

## Leben
Bruno Verdieck wurde in Kiel als Sohn eines Werftarbeiters geboren. Er besuchte bis 1918 die Volksschule und begann dann eine Schneiderlehre. Er wurde 1920 Mitglied der SPD, der Sozialistischen Arbeiter-Jugend und der Freien Gewerkschaft. Von 1929 bis 1930 besuchte er die Staatliche Fachschule für Wirtschaft und Verwaltung in Düsseldorf. Im Jahr 1932 wurde er Hamburger Ortsgruppensekretär des Deutschen Bekleidungsarbeiterverbandes.
Nach 1933 setzte Verdieck auch während der nationalsozialistischen Diktatur sein politisches Engagement in der Illegalität fort, was 1936 zu seiner Inhaftierung durch die Geheime Staatspolizei führte. Verdieck wurde wegen „Vorbereitung zum Hochverrat“ zu einer zweieinhalbjährigen Zuchthausstrafe verurteilt, die er von 1936 bis 1939 absaß. Anschließend war Verdieck weitere anderthalb Jahre im Konzentrationslager Fuhlsbüttel inhaftiert.
Nach dem Ende des Zweiten Weltkriegs war Verdieck einer der Mitbegründer der Wiederbelebung der Kieler Arbeiterbewegung. Er wurde Vorsitzender des DGB-Ortsausschusses Kiel und war von 1948 bis 1967 DGB-Vorsitzender in Kiel.
Am 6. November 1950, während der laufenden zweiten Wahlperiode, rückte Verdieck für Ludwig Preller in den schleswig-holsteinischen Landtag nach. Verdieck blieb Landtagsmitglied bis zum Ende der Legislaturperiode am 6. August 1954.

## Auszeichnungen
- 1964: Verleihung des Bundesverdienstkreuzes am Bande